# Fred Johnson
Fred Johnson (West Palm Beach, 5 giugno 1997) è un giocatore di football americano statunitense che milita nel ruolo di offensive tackle per i Philadelphia Eagles della National Football League (NFL).

## Carriera

### Pittsburgh Steelers
Al college Johnson giocò a football a Florida State. Dopo non essere stato scelto nel Draft 2019 il 2 maggio firmò con i Pittsburgh Steelers. Dopo essere riuscito a entrare nel roster all'inizio della stagione regolare, fu svincolato l'11 ottobre.

### Cincinnati Bengals
Il 14 ottobre 2019 Johnson firmò con i Cincinnati Bengals.
Il 6 novembre 2020 fu inserito nella lista dei positivi al COVID-19, tornando attivo il 20 novembre.
Il 22 marzo 2022 Johnson fu svincolato.

### Tampa Bay Buccaneers
Il 4 aprile 2022 Johnson firmò con i Tampa Bay Buccaneers. Fu svincolato il 1º novembre.

### Philadelphia Eagles
L'8 novembre 2022 Johnson firmò con la squadra di allenamento dei Philadelphia Eagles. La sua squadra giunse fino al Super Bowl LVII, dove perse contro i Kansas City Chiefs.
Il 15 febbraio 2023 Johnson firmò un nuovo contratto da riserva con gli Eagles. Durante il training camp si assicurò il ruolo di riserva, firmando un nuovo contratto biennale. Nella settimana 18 giocò contro i New York Giants quando gli Eagles fecero riposare i loro titolari in vista dei playoff.
Nella settimana 3 della stagione 2024, Johnson e Tyler Steen entrarono in campo nel secondo tempo della vittoria degli Eagles per 15-12 sui New Orleans Saints, dopo gli infortuni dei titolari Lane Johnson e Mekhi Becton, aprendo la strada per due touchdown su corsa di Saquon Barkley nell'ultimo periodo di gioco. Johnson giocò ancora l'ultima gara di stagione regolare Giants con i titolari di Philadelphia a riposo; questa volta gli Eagles vinsero, terminando la stagione con un record di franchigia pareggiato di 14 vittorie. A fine stagione la squadra batté i Kansas City Chiefs per 40–22 nel Super Bowl LIX.

## Palmarès
- Super Bowl : 1

Philadelphia Eagles: LIX
- American Football Conference Championship: 1

Cincinnati Bengals: 2021
- National Football Conference Championship: 2

Philadelphia Eagles: 2022, 2024